# Saint-Germain-le-Fouilloux
Saint-Germain-le-Fouilloux és un municipi francès situat al departament de Mayenne i a la regió de País del Loira. L'any 2007 tenia 980 habitants.

## Demografia

### Població
El 2007 la població de fet de Saint-Germain-le-Fouilloux era de 980 persones. Hi havia 343 famílies de les quals 62 eren unipersonals (31 homes vivint sols i 31 dones vivint soles), 96 parelles sense fills, 177 parelles amb fills i 8 famílies monoparentals amb fills.
La població ha evolucionat segons el següent gràfic:
Habitants censats

### Habitatges
El 2007 hi havia 380 habitatges, 341 eren l'habitatge principal de la família, 18 eren segones residències i 21 estaven desocupats. 368 eren cases i 9 eren apartaments. Dels 341 habitatges principals, 272 estaven ocupats pels seus propietaris, 67 estaven llogats i ocupats pels llogaters i 2 estaven cedits a títol gratuït; 2 tenien una cambra, 13 en tenien dues, 29 en tenien tres, 72 en tenien quatre i 225 en tenien cinc o més. 268 habitatges disposaven pel capbaix d'una plaça de pàrquing. A 115 habitatges hi havia un automòbil i a 214 n'hi havia dos o més.

### Piràmide de població
La piràmide de població per edats i sexe el 2009 era:
| Homes | Edats   | Dones |
| ----- | ------- | ----- |
| 0     | 95 o +  | 0     |
| 0     | 90 a 94 | 0     |
| 0     | 85 a 89 | 0     |
| 0     | 80 a 84 | 4     |
| 4     | 75 a 79 | 8     |
| 8     | 70 a 74 | 4     |
| 16    | 65 a 69 | 20    |
| 20    | 60 a 64 | 16    |
| 16    | 55 a 59 | 20    |
| 20    | 50 a 54 | 20    |
| 8     | 45 a 49 | 12    |
| 24    | 40 a 44 | 12    |
| 36    | 35 a 39 | 12    |
| 40    | 30 a 34 | 40    |
| 28    | 25 a 29 | 44    |
| 8     | 20 a 24 | 16    |
| 24    | 15 a 19 | 4     |
| 28    | 10 a 14 | 20    |
| 48    | 5 a 9   | 32    |
| 40    | 0 a 4   | 20    |

## Economia
El 2007 la població en edat de treballar era de 619 persones, 514 eren actives i 105 eren inactives. De les 514 persones actives 496 estaven ocupades (276 homes i 220 dones) i 18 estaven aturades (9 homes i 9 dones). De les 105 persones inactives 38 estaven jubilades, 52 estaven estudiant i 15 estaven classificades com a «altres inactius».

### Ingressos
El 2009 a Saint-Germain-le-Fouilloux hi havia 360 unitats fiscals que integraven 1.052 persones, la mediana anual d'ingressos fiscals per persona era de 18.037 €.

### Activitats econòmiques
Dels 19 establiments que hi havia el 2007, 1 era d'una empresa alimentària, 4 d'empreses de construcció, 4 d'empreses de comerç i reparació d'automòbils, 3 d'empreses d'hostatgeria i restauració, 1 d'una empresa d'informació i comunicació, 4 d'empreses de serveis i 2 d'empreses classificades com a «altres activitats de serveis».
Dels 5 establiments de servei als particulars que hi havia el 2009, 1 era un taller de reparació d'automòbils i de material agrícola, 2 guixaires pintors, 1 perruqueria i 1 restaurant.
L'únic establiment comercial que hi havia el 2009 era una fleca.
L'any 2000 a Saint-Germain-le-Fouilloux hi havia 38 explotacions agrícoles que ocupaven un total de 1.000 hectàrees.

## Equipaments sanitaris i escolars
El 2009 hi havia una escola elemental.

## Poblacions més properes
El següent diagrama mostra les poblacions més properes.